# محل‌های برگزاری بازی‌های آسیایی ۲۰۲۲
بازی‌های آسیایی ۲۰۲۲ دارای ۵۱ مکان مسابقه در رقابت‌های شانزده روزه بازی‌ها از ۱۰ تا ۲۵ سپتامبر ۲۰۲۲ خواهد بود

## اماکن ورزشی

### مجموعه پارک مرکز ورزشی
| محل                                | ورزش‌ها                                          | ظرفیت                | مرجع. |
| ---------------------------------- | ----------------------------------------------- | -------------------- | ----- |
| مرکز ورزش‌های آبی پارک ورزشی هانگژو | شنای هنری، غواصی، شنا                           | 12000                |       |
| مرکز نمایشگاه پارک ورزشی هانگژو    | اسکواش                                          |                      |       |
| سالن ورزشی پارک هانگژو             | بسکتبال (انتخابی مسابقات مقدماتی، مسابقات مدال) |                      |       |
| استادیوم پارک ورزشی هانگژو         | دوومیدانی                                       | 60000                |       |
| مرکز تنیس پارک ورزشی هانگژو        | تنیس، تنیس نرم                                  | 10000 (دادگاه مرکزی) |       |

### منطقه بینجیانگ
| محل              | ورزش‌ها   | ظرفیت | مرجع. |
| ---------------- | -------- | ----- | ----- |
| ورزشگاه بینجیانگ | بدمینتون |       |       |

### شهرستان چونان
| محل                   | ورزش‌ها                            | ظرفیت | مرجع. |
| --------------------- | --------------------------------- | ----- | ----- |
| مرکز ورزشی چونان جیشو | دوچرخه سواری، شنای ماراتن، سه‌گانه |       |       |

### منطقه فویانگ
| محل                                             | ورزش‌ها                                    | ظرفیت | مرجع. |
| ----------------------------------------------- | ----------------------------------------- | ----- | ----- |
| سالن ورزشی مرکز فویانگ                          | بسکتبال                                   |       |       |
| مرکز ورزش‌های آبی فویانگ                         | قایق رانی (اسلالوم)، (دوی سرعت)، قایقرانی |       |       |
| میدان تیراندازی با کمان مرکز ورزشی فویانگ ین هو | تیراندازی با کمان                         |       |       |
| میدان تیراندازی مرکز ورزشی فویانگ یینهو         | تیراندازی                                 |       |       |
| استادیوم مرکز ورزشی فویانگ ین هو                | پنج‌گانه مدرن                              |       |       |

### ناحیه گونگشو
| محل                                        | ورزش‌ها                     | ظرفیت | مرجع. |
| ------------------------------------------ | -------------------------- | ----- | ----- |
| زمین هاکی روی زمین پارک ورزشی کانال گونگشو | هاکی روی چمن               | 6000  |       |
| سالن ورزشی پارک ورزشی کانال گونگشو         | Breakdancing، تنیس روی میز | 5000  |       |
| ورزشگاه هانگژو                             | بوکس                       | 5000  |       |
| مرکز ورزش هانگژو چین                       | ورزش‌های ورزشی              | 5000  |       |

### منطقه لینان
| محل           | ورزش‌ها        | ظرفیت | مرجع. |
| ------------- | ------------- | ----- | ----- |
| ورزشگاه لینان | تکواندو، کشتی |       |       |

### منطقه لینپینگ
| محل                           | ورزش‌ها          | ظرفیت | مرجع. |
| ----------------------------- | --------------- | ----- | ----- |
| سالن ورزشی مرکز ورزشی لینپینگ | کاراته، والیبال |       |       |
| ورزشگاه مرکز ورزشی لینپینگ    | فوتبال          |       |       |

### منطقه کیانتانگ
| محل                                               | ورزش‌ها        | ظرفیت | مرجع. |
| ------------------------------------------------- | ------------- | ----- | ----- |
| سالن ورزشی دانشگاه علوم و فناوری الکترونیک هانگژو | شمشیربازی     |       |       |
| مرکز ورزشی غلتکی Qiantang                         | ورزش‌های غلتکی |       |       |
| مرکز فرهنگی و ورزشی دانشگاه ژجیانگ گونگشانگ       | هندبال        |       |       |

### منطقه شانگ چنگ
| محل                          | ورزش‌ها                  | ظرفیت | مرجع. |
| ---------------------------- | ----------------------- | ----- | ----- |
| مؤسسه شطرنج هانگژو           | پل، شطرنج، برو، Xiangqi | هیچ‌یک |       |
| استادیوم مرکز ورزشی شانگ چنگ | فوتبال                  | 8000  |       |

### شهرستان تونگلو
| محل                  | ورزش‌ها   | ظرفیت | مرجع. |
| -------------------- | -------- | ----- | ----- |
| مرکز سوارکاری تونگلو | سوارکاری |       |       |

### منطقه Xiaoshan
| محل                                         | ورزش‌ها               | ظرفیت | مرجع. |
| ------------------------------------------- | -------------------- | ----- | ----- |
| مرکز فرهنگی ورزشی گوالی                     | کبدی، ووشو           |       |       |
| ورزشگاه لینپو                               | جودو، جوجیتسو، کوراش |       |       |
| ورزشگاه پردیس Xiaoshan، دانشگاه عادی ژجیانگ | هندبال               |       |       |
| سالن ورزشی مرکز ورزشی شیائوشان              | وزنه‌برداری           |       |       |
| استادیوم مرکز ورزشی شیائوشان                | فوتبال               |       |       |

### منطقه Xihu
| محل                                              | ورزش‌ها                                                              | ظرفیت | مرجع. |
| ------------------------------------------------ | ------------------------------------------------------------------- | ----- | ----- |
| میدان کریکت پردیس پینگ فنگ، دانشگاه صنعتی ژجیانگ | کریکت                                                               |       |       |
| زمین گلف دریاچه غربی                             | گلف                                                                 |       |       |
| مرکز ورزش‌های آبی اژدهای زرد                      | واترپلو                                                             |       |       |
| سالن ورزشی مرکز ورزشی اژدهای زرد                 | ژیمناستیک                                                           |       |       |
| استادیوم مرکز ورزشی اژدهای زرد                   | فوتبال (منتخب مسابقات، نیمه نهایی و فینال)                          |       |       |
| ورزشگاه پردیس Zijingang، دانشگاه ژجیانگ          | بسکتبال (مسابقات انتخابی مقدماتی، مسابقات حذفی و مسابقات مدال برنز) |       |       |

### منطقه یوهانگ
| محل                                              | ورزش‌ها    | ظرفیت | مرجع. |
| ------------------------------------------------ | --------- | ----- | ----- |
| میدان پردیس Cangqian، دانشگاه عادی هانگژو        | راگبی هفت |       |       |
| سالن بدنسازی پردیس Cangqian، دانشگاه عادی هانگژو | والیبال   |       |       |

### خارج از هانگژو
| محل                                     | شهر       | ورزش‌ها                 | ظرفیت | مرجع. |
| --------------------------------------- | --------- | ---------------------- | ----- | ----- |
| سالن ورزشی مرکز شهر نساجی چین           | شائوکسینگ | والیبال                |       |       |
| سالن ورزشی مرکز ورزشی دکینگ             | دکینگ     | والیبال                |       |       |
| میدان پردیس Jinhua، دانشگاه عادی ژجیانگ | جین هوا   | فوتبال                 |       |       |
| سالن ورزشی مرکز ورزشی جین هوا           | جین هوا   | سپک تاکرو              |       |       |
| استادیوم مرکز ورزشی جین هوا             | جین هوا   | فوتبال                 |       |       |
| مرکز والیبال ساحلی نینگبو بانبیانشان    | نینگبو    | والیبال ساحلی          | 2500  |       |
| ورزشگاه بیلون                           | نینگبو    | والیبال                | 5000  |       |
| مرکز فرهنگی ورزشی بیسبال Shaoxing       | شائوکسینگ | بیس بال، سافت بال      |       |       |
| سالن ورزشی مرکز المپیک شائوکسینگ        | شائوکسینگ | بسکتبال                |       |       |
| مرکز ورزشی قایق اژدها Wenzhou           | ونژو      | قایق رانی (قایق اژدها) |       |       |
| استادیوم مرکز ورزشی المپیک ونژو         | ونژو      | فوتبال                 |       |       |
| استادیوم مرکز ورزشی ونژو                | ونژو      | فوتبال                 |       |       |
| مرکز صخره‌نوردی یانگشان                  | شائوکسینگ | کوهنوردی ورزشی         |       |       |
| مرکز ورزشی اقیانوس ژجیانگ               | نینگبو    | کشتیرانی               | هیچ‌یک |       |